# Katrin Keller
Katrin Keller (* 14. April 1962 in Borna) ist eine deutsche Historikerin. Ihre Schwerpunkte sind die Geschichte Sachsens und des Handwerks sowie Adel und Frauen in der höfischen Gesellschaft.

## Leben und Wirken
Katrin Keller war nach dem Studium als Diplom-Lehrerin für Geschichte und Deutsch tätig. Sie erhielt ein Forschungsstipendium an der Sektion Geschichte der Karl-Marx-Universität Leipzig. Bekannt wurde sie unter anderem durch Forschungen zur Geschichte des älteren Handwerks und zur Frauengeschichte in Sachsen. Sie wurde mit einer Dissertation zum Handwerkeralltag in Leipzig im 15. bis 17. Jahrhundert promoviert.
2001 habilitierte sie sich an der Philosophischen Fakultät der Universität Wien und erhielt die Lehrbefugnis für das Gebiet Neuere Geschichte. Im Sommersemester 2008 war sie Gastprofessorin für Geschlechtergeschichte am Historischen Seminar der Johannes-Gutenberg-Universität Mainz. Von 2011 bis 2015 leitete sie am Institut für österreichische Geschichtsforschung Wien das Projekt Die Fuggerzeitungen. Ein frühneuzeitliches Informationsmedium und seine Erschließung.
Katrin Keller war bei seiner Neugründung 1990 des Leipziger Geschichtsvereins die erste weibliche Vorsitzende. 1997 gab sie dieses Amt ab. 2017 wurde sie als korrespondierendes Mitglied in die Österreichische Akademie der Wissenschaften gewählt.

## Schriften (Auswahl)
- „Mein Herr befindet sich gottlob gesund und wohl.“ Sächsische Prinzen auf Reisen (= Deutsch-Französische Kulturbibliothek. Band 3). Leipzig 1994.
- Mit Hans-Dieter Schmid (Hrsg.): Vom Kult zur Kulisse. Das Völkerschlachtdenkmal als Gegenstand der Geschichtskultur. Leipzig 1995.
- Kurfürstin Anna von Sachsen. Von Möglichkeiten und Grenzen einer „Landesmutter“. In: Jan Hirschbiegel, Werner Paravicini (Hrsg.): Das Frauenzimmer. Die Frau bei Hofe in Spätmittelalter und Früher Neuzeit (= Residenzforschung. Band 11). Thorbecke, Stuttgart 2000, ISBN 3-7995-4511-5.
- Kleinstädte in Kursachsen. Wandlungen einer Städtelandschaft zwischen Dreißigjährigem Krieg und Industrialisierung. Böhlau Verlag, Köln/Weimar/Wien 2001, ISBN 3-412-11300-X.
- Landesgeschichte Sachsen. Ulmer Verlag, Stuttgart 2002, ISBN 3-8001-2795-4.[2]
- Hofdamen. Amtsträgerinnen im Wiener Hofstaat des 17. Jahrhunderts. Böhlau Verlag, Wien/Köln/Weimar 2005, ISBN 3-205-77418-3.[3]
- Mit Gerald Diesener, Gabriele Viertel (Hrsg.): Stadt, Handwerk, Armut. Eine kommentierte Quellensammlung zur Geschichte der Frühen Neuzeit. Helmut Bräuer zum 70. Geburtstag zugeeignet. Leipzig 2008.
- Kurfürstin Anna von Sachsen (1532–1585). Verlag Friedrich Pustet, Regensburg 2010, ISBN 978-3-7917-2270-2.
- Mit Alessandro Catalano (Hrsg.): Die Diarien und Tagzettel des Kardinals Ernst Adalbert von Harrach (= Veröffentlichungen der Kommission für neuere Geschichte Österreichs. Band 104, 1–7). Böhlau Verlag, Wien/Köln/Weimar 2010, ISBN 978-3-205-78461-6.
- Erzherzogin Maria von Innerösterreich (1551–1608). Zwischen Habsburg und Wittelsbach. Böhlau Verlag, Wien/Köln/Weimar 2012, ISBN 978-3-205-78796-9.
- Mit Rainer S. Elkar, Helmuth Schneider: Handwerk. Von den Anfängen bis zur Gegenwart. Darmstadt 2014.
- Die Kaiserin. Reich, Ritual und Dynastie. Böhlau Verlag, Wien/Köln/Weimar 2021, ISBN 978-3-205-21337-6.